# 篠原長房
篠原 長房（しのはら ながふさ）は、戦国時代の武将。三好氏の家臣で、阿波国麻植郡上桜城主。篠原長政の子。
三好長慶の弟・三好実休の重臣であり、実休討死の後は遺児・三好長治を補佐して阿波において三好家中をまとめた。三好氏の分国法である新加制式の編纂にあたるなど、能吏として知られる一方で、阿波・讃岐両国の軍勢を率いてしばしば畿内へ出兵した。

## 生涯

### 三好実休の重臣
「三好千満（実休）内者」と呼ばれる篠原氏。の筆頭格であり、天文22年（1553年）、三好実休が阿波国守護・細川持隆（氏之）を殺害し下剋上するとこれに従い、実休の指揮下にあって天文23年（1554年）11月から弘治元年（1555年）2月に播磨国へ、永禄元年（1558年）8月から12月まで摂津・山城へ、永禄年中に讃岐国の香川之景を攻めるなど、各地を転戦した。
永禄2年（1559年）に蓮如の孫にあたる摂津富田の教行寺兼詮（実誓）の娘を室とする。
永禄4年（1561年）7月に始まる対畠山高政・根来寺戦では実休に従って和泉国に出陣し、翌永禄5年（1562年）3月の久米田の戦いにおいて先陣を任され勇戦するが、手薄となった本陣を襲われ、主君・実休を失う。長房は兵をまとめ戦場から退却し、実休の兄・三好長慶の指揮のもと同年5月の教興寺の戦いで高政を破った。久米田の戦いの後、長房は木津城主・篠原自遁（実長）や板西城主・赤沢宗伝ととともに剃髪し、岫雲斎怒朴と号した。

### 三好家内紛と信貴山城の戦い
実休の死後、阿波の国主は長男であった三好長治が継いだ。しかし、長治は当時8歳であったため、長房は一族の自遁、赤沢宗伝らと共に長治を補佐した。永禄7年（1564年）12月、長慶の喪を知って上洛し、三好長逸・松永久秀らと後事を計って帰国する。
その後、畿内の三好宗家に内訌が起こると、永禄9年（1566年）6月に足利義栄を擁立し三好長治・細川真之（細川持隆の子、長治の異父兄）を奉じて四国勢を動員し畿内に上陸した。長房は三好一門の有力者・三好三人衆と協調路線をとり、松永久秀と敵対、同年9月には、松永方の瓦林三河守より摂津越水城を奪い、ここを拠点として大和国ほか各地に転戦した。
永禄11年（1568年）2月には14代将軍・足利義栄の将軍就任の祝賀会と考えられる大宴会に出席しており、三人衆と共に松永方の細川藤賢が守る大和信貴山城を落すなど（信貴山城の戦い）、宗家当主・三好義継の離反があったものの久秀との戦いを優勢に進めている。
この時期の長房は、『フロイス日本史』に「この頃、彼ら（三好三人衆）以上に勢力を有し、彼らを管轄せんばかりであったのは篠原殿で、彼は阿波国において絶対的（権力を有する）執政であった」と記されるほどであった。阿波・讃岐両国をよくまとめて長慶の死後退勢に向かう三好氏を支えたといえる。

### 織田信長の上洛と野田城・福島城の戦い
しかし同年、15代将軍・足利義昭を擁立した織田信長が9月7日に岐阜城を出立、12日に六角義賢の近江観音寺城が陥落（観音寺城の戦い）、25日に大津まで進軍すると、篠原長房と三人衆の軍は崩壊する。更に29日に山城勝龍寺城に退却した岩成友通が降伏、30日に摂津芥川山城に退却した細川昭元・三好長逸が城を放棄、10月2日には長房も越水城を放棄し、阿波国へ落ち延びた。その上、10月20日に足利義栄が阿波国で病死、松永久秀と三好義継は信長に臣従、11月10日には長房暗殺未遂事件が起きている。
長房らは阿波で信長への反撃への体制を整え、永禄12年（1569年）1月、三好三人衆が和泉国に上陸、本圀寺の義昭を襲撃した。しかし、細川藤孝や三好義継、摂津国衆の伊丹親興、池田勝正、荒木村重らの援軍に敗れ、再度阿波国に逃れている（本圀寺の変）。
元亀元年（1570年）6月、三好長逸に通じた荒木村重が池田勝正を追放すると、同年7月21日、三好康長と三人衆は摂津中嶋に再度上陸、野田城・福島城を築城した。8月に入り、信長は三人衆を討つため摂津へ遠征し、26日に野田城・福島城を攻めるも、9月13日の石山本願寺の参戦もあり、三人衆は信長の攻勢に対し持ちこたえる。
さらに、浅井長政・朝倉義景軍が琵琶湖西岸を南下、信長の重臣・森可成と弟・織田信治を討死させると（宇佐山城の戦い）、信長は浅井・朝倉軍が京都へ侵入することを恐れ、9月23日に三人衆の討伐を諦め、摂津国からの撤退を開始（野田・福島の戦い）、近江国まで退き比叡山延暦寺に陣取る浅井・朝倉軍との長滞陣となった（志賀の陣）。
一方の長房は、9月19日に本願寺法主・顕如から盟約を結ぶ書状を受け取り、27日に阿波・讃岐の軍勢を率いて兵庫浦に上陸、瓦林城および越水城の城主・瓦林三河守を討ち取り、10月1日に野田城・福島城に入城、更に山城へ向けて進軍した。しかし、11月21日に織田方の松永久秀の仲介により長房と久秀の間で人質交換が行われ和睦が成立している。

### 本太城、高屋城、高槻城の戦い
長房は四国において元亀元年（1570年）に娘を安富盛定に嫁がせており、元亀2年（1571年）前半頃に寒川元隣から大内郡4郷を安富盛定に譲渡させて讃岐東部での地盤を強化している。同年5月には、信長と結ぶ毛利氏の圧迫を受けていた浦上宗景の求めに応じ備前国児島に上陸、小早川隆景の配下粟屋就方の兵を破っている（本太城合戦）。
同年6月11日には、長房の率いる阿波・讃岐の軍勢は畿内に再上陸しており、河内高屋城主・畠山昭高（信長の妹婿）を攻めており、8月末には摂津の荒木村重と池田知正が義昭方の茨木重朝、摂津三守護の伊丹親興、同じく和田惟政を攻め、重朝と惟政を討ち取っている。勢いに乗った池田勢は茨木城、郡山城を攻め落とし、惟政の子和田惟長の籠る高槻城を攻囲した。これに松永久秀・久通父子、三好義継が攻囲軍に加わり、『フロイス日本史』によると、高槻城の城下町を2日2晩かけてすべて焼き払い破壊したとされる。信長は9月9日に佐久間信盛を、義昭は9月24日に明智光秀を講和の為に派遣し、村重らは兵を引き上げている（白井河原の戦い）。
『姿なき阿波古城』によると、長房は「三好家中の中でも長房はもっとも堅実で、しかも軍事・政治の両面に通じていたので、ときにはそれが諸臣たちのあいだで妬みをうけるほどの才能があった」と評価されている。

### 上桜城の戦いと篠原氏滅亡
『三好記』によると小少将は絶世の美女と評されている。小少将は細川持隆の側室であったが、持隆の生存時より三好実休と不義の関係にあり、後に実休の妻となり三好長治、十河存保の2子をもうけた。長房が阿波に帰国した前後より、小少将は三好氏を支えていた篠原自遁と相通じあう仲となり、長房を疎んじるようになった。政務を正し、小少将の不義を諌めたため、怒りをかったと言われている。長房はこのような状況にうんざりしたのか、上桜城に引き籠るようになった。しかし、この事が逆に裏切り、反撃にでると思われたのか、長治は長房討伐の兵をあげることとなる。
元亀4年（1573年）5月、長房は長治・真之により居城の上桜城を攻撃され、抗戦の後、7月16日に長重とともに戦死した（上桜城の戦い）。篠原自遁の讒言のためという。ただし、同年4月に十河存保が堺で織田信長と接触しており、柴田勝家にあてて、「十河より河内国若江城攻撃の後援要請を受けたことを通知、河内国若江城を即時攻略すれば十河に三好義継知行分の河内半国と摂津国欠郡を約束し、もし一度の攻撃で陥落しなくても攻略に成功すれば河内半国を与えると約したので、急ぎ出陣するように」という信長の指示が出されている。これと連動して、対織田戦を主導してきた長房が阿波三好家から排除されたとの見方もある（但し和泉岸和田城主・松浦氏の松浦孫八郎は十河一存の実子であり、先の書状の十河某は、十河存保とは別の畿内の勢力の可能性もある）。
長房の妻と次男・新次郎、三男・義房ら子供達は妻の里であった教行寺の兼詮を頼った後、紀伊国へ落ち延びた。後に豊臣秀吉の用人として仕えたとも言われている。新次郎は後に帰国し、父や兄の供養碑を建てている。
豊臣秀吉の用人になった子孫は大阪城のすぐ近くに屋敷を構えていた佐竹氏に仕え、朝鮮出兵や大阪冬の陣に参加した。佐竹氏は秀吉が亡くなった後、関ヶ原の戦いの際に西軍側についたことで常陸から出羽秋田に転封になった。数年後に下野萱橋（現栃木県小山市）に陣屋ができ、さらに数年後下野国薬師寺（現栃木県下野市）に移った。その後仁良川（現栃木県下野市）に陣屋ができ、明治維新まで続いた。周辺には佐竹氏の家臣の子孫が今でも多数住んでおり、篠原の名字も見える。
天正10年（1582年）に18歳で存保に仕えたとされる二鬼島道智による『昔阿波物語』には、我が果てても5年は長治様が阿波を保つであろう、5年の後は他人の国となるだろうと長房が言い残したとする。また長房は背が高かったので、自害の後も、讃岐や伊予国でその姿を見たという者があったという。長房の死後、上桜城は廃され、長房討伐で功績を挙げた川島惟忠が川島城を築城した。

## 信仰・宗教
ルイス・フロイスは著書『日本史』において、長房をキリスト教に理解のある人物と評している他、彼の権力を非常に強力なものとみており、「阿波国の絶大の領主」「偉大にして強力な武士」と称している。フロイスによれば、長房の権威・権力は三好三人衆さえ凌駕し、彼らを動かすほどの立場にあったと伝える。
フロイスがこのように伝えるように、長房は宣教師たちから好意的に見られていた。長房は、キリスト教に入信こそしなかったが、深く理解し、その庇護に尽力した。キリシタン武士の三箇頼照（サンチョ）が、キリシタンの庇護を三好三人衆や長房の前で求めた時、長房はこれに理解を示し、「三箇の言っていることは道理が通っている」と述べたとされる。
長房は、松永久秀らによって京都から追放されていたフロイスが、京都へ再び立ち入りが許されるように尽力した。長房は度々主君で宗家当主の三好義継にフロイスの京都復帰について請願している他、三人衆ともそのことについて幾度か話し合いをしていた。長房の部下の武士に武田市太夫と呼ばれるキリシタンの武士がいたが、長房のキリスト教の寛容な姿勢は彼の影響を受けたことが要因である。長房は彼の話を聞き入れ理解し、宣教師達に対して、「幾多の敬意と親情を以て」接し、また武田市太夫を介して朝廷に対してもキリシタンの庇護を請願する書状を何度も提出していた。また、『御湯殿上の日記』には、長房、三好長逸、三好政康の3人が、宣教師（当該史料では「はてれい」と記されている）についてのことで朝廷に請願したが、これが受け入れられることはなかったという趣旨の記述がある。
一方、長房の後室は摂津富田の教行寺実誓（兼詮）の娘であった。実誓は本願寺8代法主蓮如の八男である蓮芸の長子であり、本願寺とも強い関係を持っていた。だが、上桜城の戦いでは、雑賀衆が三好長治側について長房を攻撃している一方、実誓の娘とその所生の男子は生きたまま雑賀衆に引き取られている（『昔阿波物語』および天正3年6月1日付篠原一党起請文（本願寺史料研究所所蔵））。雑賀衆の傭兵的な性格もあるが、雑賀衆全てが浄土真宗の門徒ではなく他の宗派の者も含まれており、雑賀衆全体の決定が浄土真宗の門徒にとって不利益な判断が下される事例もあり得ることを示し、その内実の複雑さもうかがえる。